# Tajná kronika Mongolů
Tajná kronika Mongolů (mongolsky Монголын нууц товчоо) je nejstarší dochované literární dílo v mongolštině a nejstarší pramen mongolské historie. Byla napsána ve 13. století anonymním autorem (pravděpodobně Tatarem Šigi-Chutuchem) po smrti Čingischána jako kronika pro jeho rodinu. Nejde o dílo kronikářské, ale literární. Zabývá se vnitřní historií Mongolů.
Tajná kronika Mongolů se dělí na několik částí. První hlavní část líčí předhistorické události, druhá události historické. V první hlavní části je popisována genealogie Čingischánova rodu, sestavena genetická souvislost jednotlivých mongolských kmenů navzájem a líčeny okolnosti volby Čingischána chánem. Ve druhé hlavní části jsou líčeny historické události, do roku 1200 bez uvedení roku. Kronika končí rokem 1240.